# レイズ・ザ・タイタニック
『レイズ・ザ・タイタニック』（原題: Raise the Titanic!）は、クライブ・カッスラー著『タイタニックを引き上げろ!』を原作とした冒険アクション映画のフィクション。1980年アメリカ、イギリス製作。主人公ダーク・ピットが、海底に沈む財宝を引き揚げる人気シリーズの映画化作品。

## ストーリー
米ソ冷戦期のこと。北シベリアの荒野の、雪に覆われた廃坑に入り込んだアメリカ人スパイは、1912年2月10日の日付が刻まれた木板の横に、凍り付いたアメリカ陸軍軍曹の遺体を発見する。スパイはガイガーカウンターを使って、核ミサイル防衛システムに使用可能な高放射性鉱物ビザニウム（注：架空の物質）がそこで採掘されていたことを突き止める。スパイはソ連兵に発見され、廃坑から脱出するが、その後ソ連兵から撃たれてしまう。そのソ連兵は、報酬目当ての冒険家でアメリカ政府工作員でもあるダーク・ピットに射殺される。ピットは撃たれたスパイを救出し、ワシントンD.C.に連れ帰る。
CIAは、この鉱山がアメリカ人によって操業され、ビザニウム鉱石はアメリカに送られる筈であったことを突き止める。ビザニウム鉱石は、ブルースターというアメリカ人によって木箱に詰められ、1912年4月15日に処女航海で沈没したタイタニック号に積み込まれたことが分かる。ピットは、タイタニック号の甲板員で、ブルースターの生存を最後に目撃したジョン・ビガローから話を聴くために英国へ飛ぶ。ビガローは、タイタニック号が沈没する数分前にブルースターを木箱を格納した船倉に閉じ込めており、ブルースター最後の言葉は「神よ、サウスビーに感謝します！」だったと言う。ピットはワシントンに戻ると、タイタニック号の残骸を発見し海底から引き上げ、ソ連よりも先にビザニウムを回収するという作戦を提案する。ピットとジェームズ・サンデッカー提督は大統領にこの計画を提案し、大統領は同意し、ピットに作戦の指揮を任せる。科学者のシーグラム博士も作戦チームに加わる。
ソ連の外交官アンドレ・プレブロフがこの計画を察知し、マスメディアにリークしたため、サンデッカーはタイタニック号引き上げの理由について記者会見を開くことを余儀無くされる。記者たちはビザニウムについて質問するが、サンデッカーは答えない。一方、海軍の艦艇は北大西洋の海底で沈没したタイタニック号の探索を始める。探索中、潜水艇の一つ「スターフィッシュ」号が浸水し内破し、乗員3人が犠牲となる。そして、海底約3600メートルのところでタイタニック号が発見されると、サルベージの専門家たちが危険な引き揚げ作業を始める。もう1つの潜水艇「ディープ・クエスト」号はバッテリー切れに見舞われ、操縦アームがタイタニック号の残骸から離れなくなってしまう。
最終的には、タイタニック号は複数の圧縮空気タンクと浮力装置を使って海面に引き上げられる。そしてタイタニック号は当初の目的地であるニューヨークにあるドックへと曳航されることになる。ビザニウムは、米国領空に侵入する全てのミサイルを撃墜できる計画中の防衛システムの動力源として使用される予定であることから、政府はビザニウム回収のためには金に糸目をつけないのである。曳航が開始される前、近くにいたロシア艦艇からプレブロフがヘリコプターでタイタニック号に乗り込んで来る。ビザニウムはソ連から不法に持ち出されたものであるから、アメリカがタイタニック号を強引に曳航するつもりなら、魚雷でタイタニック号を破壊すると脅迫する。しかし、サンデッカーの指示により、ソ連艦艇とタイタニック号の間にアメリカの原子力潜水艦が浮上したことから、プロブレフは諦めてタイタニック号から去る。
ニューヨーク到着後、防水された船倉に入った米国チームは、ミイラ化したブルースターの遺体を発見するが、肝心のビザニウムは見つからない。木箱の中身は砂利だけである。手掛かりは、ブルースターの最後の言葉と彼の書類鞄にあった絵葉書から得られる。彼はタイタニック号でアメリカへ帰国する前に、イギリスの「サウスビー」にある墓地に偽装埋葬を手配していたのだ。サウスビーは人名だと思われていたのだが、実は地名だったのだ。
ピットとシーグラムはサウスビーの墓地を訪ね、ブルースターの墓碑銘の前でガイガーカウンターを使うと、強い放射線が観測される。手配しておいた墓掘人夫が墓を掘り返すかどうか尋ねるが、ピットとシーグラムはそれを断る。ビザニウムの存在が知れ渡れば、西側諸国とソ連との間で維持されている平和が不安定化する恐れがあるためであった。

## キャスト
| 役名                         | 俳優                    | 日本語吹き替え | 日本語吹き替え | 日本語吹き替え |
| 役名                         | 俳優                    | フジテレビ版   | LD版           | 配信版         |
| ---------------------------- | ----------------------- | -------------- | -------------- | -------------- |
| ジェームス・サンデッカー提督 | ジェイソン・ロバーズ    | 久米明         | 中村正         |                |
| ダーク・ピット               | リチャード・ジョーダン  | 有川博         | 有川博         |                |
| ジーン・シーグラム博士       | デヴィッド・セルビー    | 堀勝之祐       | 小川真司       |                |
| ダナ・アーチボルド           | アン・アーチャー        | 榊原良子       | 藤田淑子       |                |
| ジョン・ビガロー             | アレック・ギネス        | 上田敏也       | 上田敏也       |                |
| アンドレ・プレブノフ         | ボー・ブランディン      | 飯塚昭三       |                |                |
| ヴィニー・ウォーカー兵曹長   | M・エメット・ウォルシュ | 加藤正之       |                |                |
| ジョー・バーク船長           | J・D・キャノン          | 大木民夫       | 大木民夫       |                |
| デイル・バスビー将軍         | チャールズ・マコーレイ  | 杉田俊也       |                |                |

- フジテレビ版吹き替え - 初回放送1982年10月16日『ゴールデン洋画劇場』
  - 翻訳：飯嶋永昭、演出：小林守夫、調整：丹波晴道、効果：遠藤堯雄、桜井俊哉、フジテレビ担当：大橋義輝、配給：I.T.C、日本語版制作：東北新社、解説：高島忠夫
- LD版吹き替え - 1982年発売のLDに収録
  - キングレコードより2017年5月3日発売のDVDとBlu-rayにはフジテレビ版、LD版を収録
- 配信版吹き替え - Amazon Prime Videoにて配信[3]

## スタッフ
- 監督：ジェリー・ジェームソン
- 製作：マーティン・スターガー、ウィリアム・フライ
- 製作総指揮：ロード・グレイド
- 原作：クライヴ・カッスラー
- 脚本：アダム・ケネディ、エリック・ヒューズ
- 撮影：マシュー・F・レオネッティ
- 音楽：ジョン・バリー
- テーマ曲：オスカル『タイタニック・フォエバー』

## 公開
1980年12月日本公開。配給は東宝東和。
大阪市北区梅田のナビオ阪急（現：HEP NAVIO）内にオープンした北野劇場（現：TOHOシネマズ梅田 スクリーン1）では、1980年10月24日のこけら落とし作品として、本作が全国より早く先行上映されていた。
ロードショー公開時には、広告において「ラスト30分はご入場できません」と銘打ち、観客の好奇心を刺激する宣伝策がとられた。これは同じ東宝東和による『ナイル殺人事件』（1978年）が「結末は人に話さないでください」のキャッチフレーズでヒットさせた経験を踏まえたものだったが、実際には映画本編の終盤30分よりも前にタイタニック号の引き揚げシーンは登場してしまう。上映途中に入場した観客が、ラストシーンのあまりに腰砕けな謎解きを先に観てしまうと、あらためて冒頭から鑑賞することへの興味が失せる可能性が高く、それに対する配慮でもあった。なお実際には、観客動員数が正月映画として期待されたほどでなかったことも手伝って、実際に入場制限措置をとった上映館は少なかった。

## 評価
第1回ゴールデンラズベリー賞の最低作品賞にノミネートされたということが評価を物語る。この事実を紹介した映画批評の「底抜け超大作」では「原作そのものがバカ」とまでコメントされていた。作者のクライブ・カッスラー自身も、「お粗末な映画に成り果てた」と著書に書いている。
実際、原作に描かれている米ソのスパイ戦、夫婦の愛憎、ソ連軍特殊部隊やハリケーンの襲来などの要素は全てカットされるか、原型をとどめないほど簡略化されていて、単に船と鉱石を探すだけの内容になっており、おまけに、鉱石をタイタニック号に積んだように偽装しなければならなかったミステリーが省略されたので、結末は腰砕けにしか見えない。また実際のタイタニック号は沈没時に船体が真っ二つにちぎれたが作品中では船体部分に損傷がほとんどない完全な形で引き揚げられた上、重量4トン近い軍用輸送ヘリコプターが70年近く海中にあった木製の後部甲板に平然と着艦するなど異様な演出がなされた。
また、原作とはかけ離れた容貌（ひげ面）のダーク･ピット、シリーズ中の準主役というべきアル・ジョルディーノが登場しないことも不評を買った。カッスラーによれば、プロデューサーが約束した額よりもだいぶ低い製作費しか使わなかったとのことで、その怒りから自作の映画化には慎重になり、『サハラ 死の砂漠を脱出せよ』まで映画化を拒み続けた。しかし、日本においては、1981年度の外国映画の興行成績で第4位となっている。